# Книга Мормона
Кни́га Мормо́на (англ. The Book of Mormon) — священный текст движения святых последних дней, который, согласно их вероучению, содержит писания древних пророков, живших на Американском континенте приблизительно с 2200 года до н. э. по 421 год н. э. Впервые опубликована в марте 1830 года Джозефом Смитом-младшим под названием «Книга Мормона: Слова, написанные рукой Мормона на листах, взяты из листов Нефия» (The Book of Mormon: An Account Written by the Hand of Mormon upon Plates Taken from the Plates of Nephi).

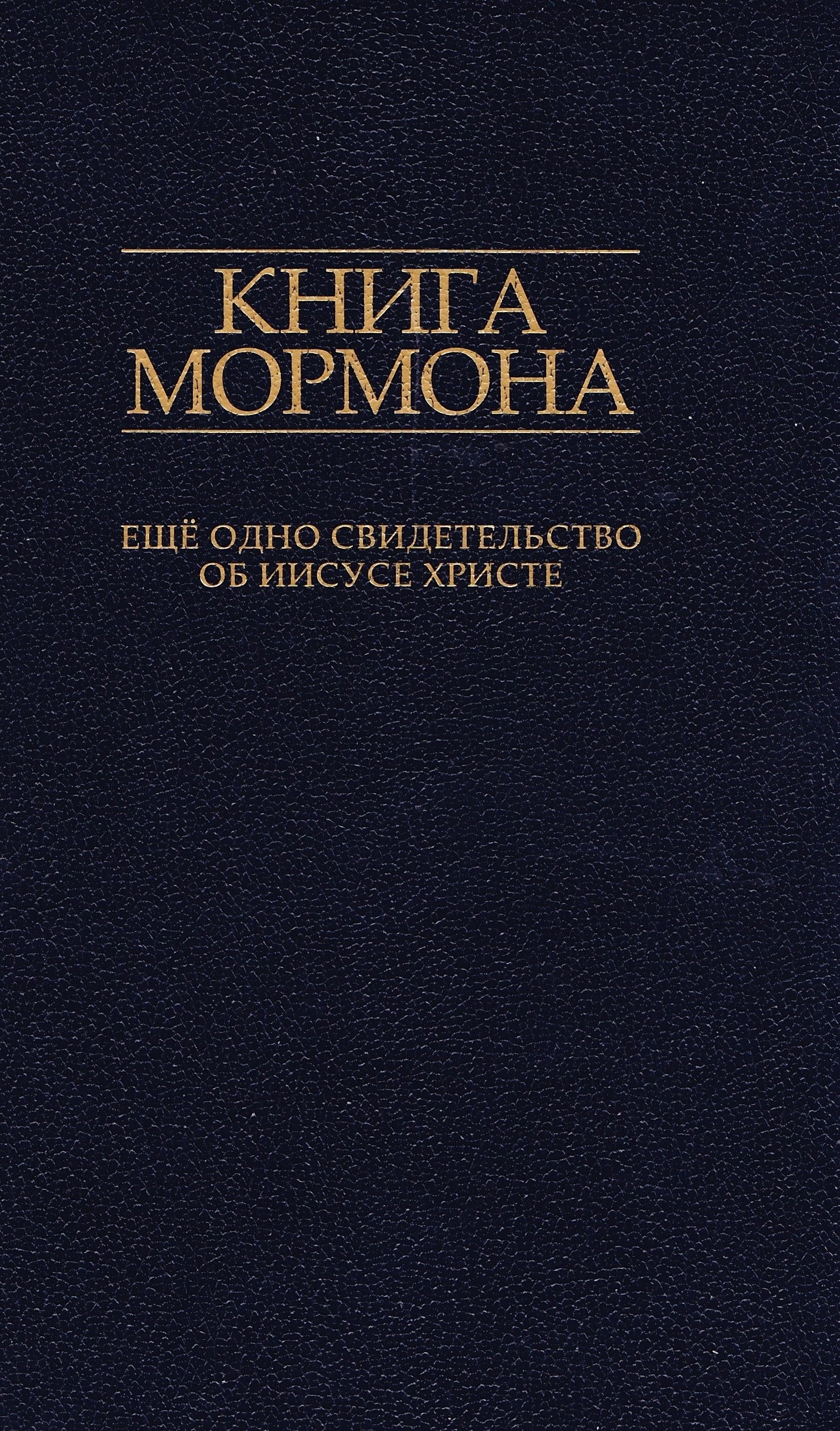
Книга Мормона

По словам Смита (и об этом также говорится в самом тексте), Книга Мормона была написана на золотых листах так называемыми «изменёнными египетскими» знаками. Смит утверждал, что Мороний, последний пророк, работавший над книгой, скрыл её в холме на территории современного штата Нью-Йорк, а затем вернулся на землю в 1827 году в виде ангела, открыв местонахождение книги Смиту и наставив его, как перевести и распространить книгу как свидетельство восстановления истинной церкви Христа в последние дни. Критики считают, что она была написана самим Смитом с опорой на материал и идеи современных ему произведений, а вовсе не переведена из древней летописи.
Книга Мормона содержит ряд оригинальных и специфических доктринальных рассуждений на такие темы, как падение Адама и Евы, природа искупления, эсхатология, спасение от физической и духовной смерти, а также организация церкви в последние дни. Центральным событием книги является приход Иисуса Христа на Американский континент вскоре после воскресения.
Книга Мормона — наиболее раннее из уникальных писаний движения святых последних дней, разные ответвления которого обычно относятся к ней не только как к священному тексту, но и как к исторической записи отношений между Богом и древними обитателями Америки.
Книга Мормона делится на более мелкие книги, названные по именам людей, указанных в качестве основных авторов, и в большинстве версий разделена на главы и стихи. Она написана на английском языке, очень похожем на ранний современный английский язык и стиль Библии короля Якова, и с тех пор полностью или частично переведена на 108 языков. По состоянию на 2011 год, опубликовано более 150 млн экземпляров Книги Мормона.

## Происхождение

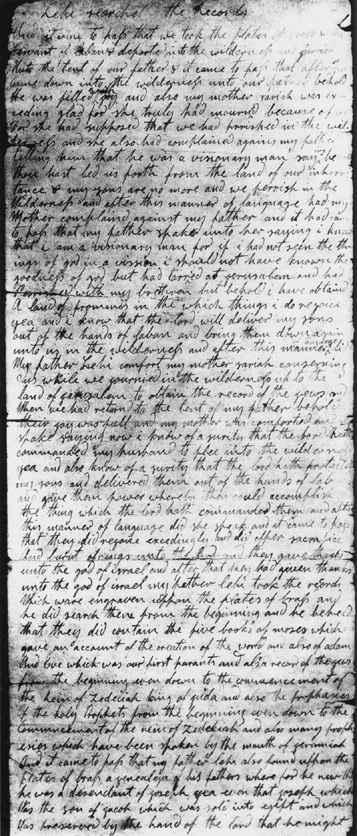
Страница из оригинальной рукописи Книги Мормона, охватывающая 1 Нефий 4:38-5:14

Джозеф Смит-младший утверждал, что, когда ему было четырнадцать лет, ему явился ангел Божий по имени Мороний, который рассказал о том, что в близлежащем холме в округе Уэйн штата Нью-Йорк хранится собрание древних рукописей, выгравированных на золотых листах древними пророками. В этих трудах содержится рассказ о людях, которых Бог привёл из Иерусалима в Западное полушарие за 600 лет до рождения Иисуса. Согласно повествованию, Мороний был последним пророком среди этих людей, и именно он скрыл книгу, которую Бог обещал открыть в последние дни. Смит рассказывал, что это видение посетило его вечером 21 сентября 1823 года, и что на следующий день, по божественному наитию, он нашёл место, где на этом холме (ангел называл его Кумора) были зарыты листы. Мороний велел Смиту ежегодно приходить на то же место 22 сентября в течение четырёх лет для получения дальнейших инструкций. Только в 1827 году Смиту было позволено взять листы, и он получил наставления по переводу их на английский язык.

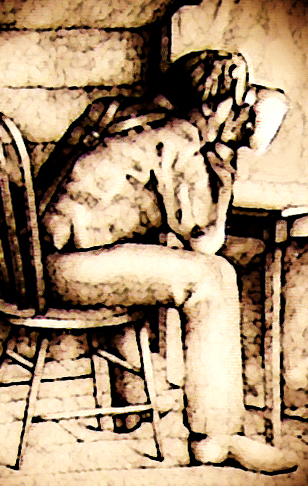
Джозеф Смит диктует Книгу Мормона, вглядываясь в шляпу, где лежат провидческие камни

Существует несколько версий того, каким образом Смит продиктовал Книгу Мормона. Сам Смит утверждал, что он читал текст с листов непосредственно с помощью очков, специально изготовленных для этой цели. Другие очевидцы рассказывают, что он пользовался «провидческими камнями» (одним или несколькими), помещёнными в цилиндр. И эти очки, и эти камни иногда называют «урим и туммим» Во время перевода Смит порой вешал одеяло, отделявшее его от писца. Листы в процессе перевода присутствовали не всегда, а когда присутствовали, то всегда были закрыты.
Первое опубликованное Смитом описание пластин утверждало, что листы «имели вид золотых», и один из первых секретарей Смита Мартин Харрис описывал их как «скреплённые проволокой в виде книги». Смит называл выгравированные письмена «изменёнными египетскими». Часть текста на пластинах была, по его словам, «запечатана», поэтому она не попала в Книгу Мормона.
В дополнение к рассказу Смита о пластинах одиннадцать человек подписали заявления о том, что они лично видели золотые листы, а некоторые из них даже держали их в руках. Эти документы известны как «Удостоверение трёх свидетелей» и «Удостоверение восьми свидетелей». Они были опубликованы во вводной части Книги Мормона.
Смит обратился за помощью к своему соседу Мартину Харрису (одному из трёх свидетелей), который впоследствии заложил ферму, дабы окупить издание Книги Мормона, и служил писцом во время начального этапа работы над текстом. В 1828 году Харрис, по наущению своей жены Люси, неоднократно просил Смита одолжить ему переведённые страницы. Смит с неохотой уступил, и в результате Люси Харрис, как полагают, украла первые 116 страниц. Смит писал, что после этого он потерял способность переводить и что Мороний забрал пластины и вернул их только после того, как Смит покаялся. Позже Смит заявлял, что Бог позволил ему вернуться к переводу, но велел начать с другой части книги. В 1829 году при содействии Оливера Каудери работа над Книгой Мормона возобновилась и была завершена очень быстро (апрель — июнь 1829). После публикации Смит, по его словам, вернул листы на место. Книга Мормона поступила в продажу в книжном магазине Э. Б. Грандина 26 марта 1830 года. В настоящее время зданию, в котором Книга Мормона была впервые напечатана и продавалась, присвоен статус исторического.

### Критика происхождения
Критики Книги Мормона полагают, что она была сфабрикована Смитом и что отчасти представляет собой плагиат из различных работ, находившихся в его распоряжении. Среди источников текста называются Библия короля Якова (1611), «Чудеса природы» Дж. Приста (англ. The Wonders of Nature; 1826), «Взгляд на евреев» Итана Смита (англ. View of the Hebrews; 1823) и неопубликованная рукопись Соломона Сполдинга.
Некоторых последователей Движения святых последних дней (англ. FairMormon) нерешённые вопросы исторической достоверности книги и отсутствие убедительных археологических свидетельств привели к компромиссному мнению о том, что Книга Мормона могла быть создана Смитом, но через божественное вдохновение. Позиция большинства членов Движения святых последних дней и официальная позиция Церкви Иисуса Христа святых последних дней заключаются в том, что книга является древней летописью.

## Содержание

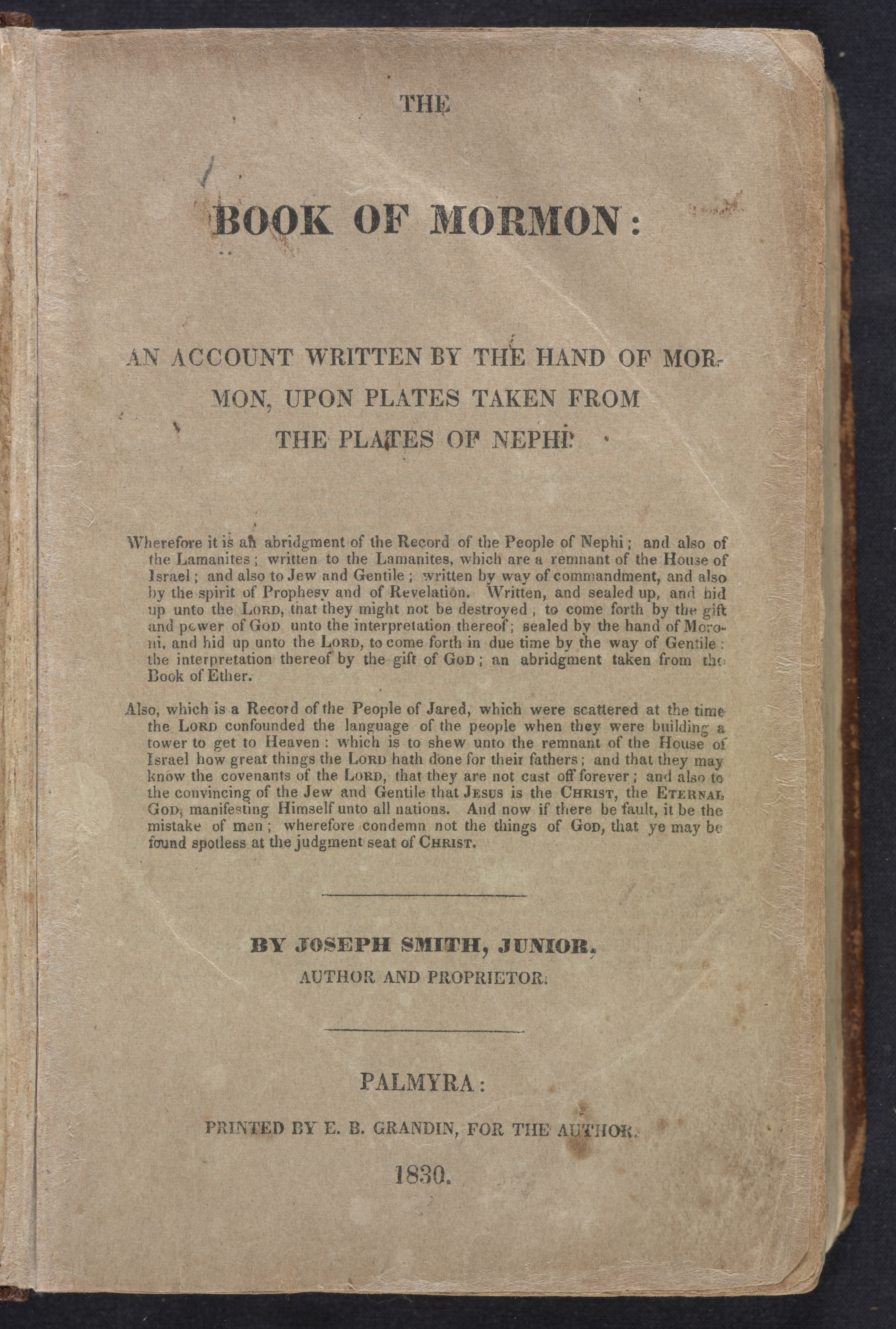
Титульный лист Книги Мормона из первого издания 1830 года со вступительным текстом Джозефа Смита-младшего
Изображение из Библиотеки Конгресса США, Отдел редких книг и особых коллекций

### Название
Если верить Смиту, слова, помещённые на титульном листе, а также, вероятно, само первоначальное название книги он взял с «самой последней страницы» золотых пластин, которую написал пророк-историк Мороний. Титульный лист так определяет, для чего была написана Книга Мормона: «[Показать] остатку дома Израилева, какие великие дела Господь совершил для их отцов; … а также для убеждения иудея и язычника, что Иисус есть Христос, Бог вечный, являющий себя всем народам».

### Подразделение
Книга Мормона организована в виде компиляции небольших книг, каждая из которых названа по имени основного рассказчика или выдающегося исторического деятеля. Книга Мормона начинается Первой книгой Нефия (1 Нефий) и завершается Книгой Морония.
Расположение книг отвечает хронологической последовательности. Исключение составляют Слова Мормона и Книга Ефера. Слова Мормона содержат редакционный комментарий Мормона. Книга Ефера рассказывает о древнем народе, который пришёл в Америку до переселения, описанного в 1 Нефий. Разделы от Первой книги Нефия до Книги Омния, а также книги Мормона и Морония ведут повествование от первого лица. Остальная часть Книги Мормона написана от третьего лица, будучи, как утверждается, отредактированной и сокращённой Мормоном (Книгу Ефера обработал и сократил Мороний).
Большинство современных изданий книги разделены на главы и стихи. Большинство изданий содержит также дополнительный материал, в том числе «Удостоверение трёх свидетелей» и «Удостоверение восьми свидетелей».

### Хронология
Книги с Первой Нефия до Омния названы «Малыми листами Нефия». Повествование начинается в Иерусалиме около 600 года до н. э. Местный житель по имени Легий вместе с семьёй и некоторыми другими людьми, послушавшись Бога, покидает город незадолго до захвата его вавилонянами в 586 году до н. э. Они совершают путешествие по Аравийскому полуострову, а затем отправляются на корабле в землю обетованную, то есть в Америку. Рассказ завершается около 130 года до н. э. К этому времени потомки переселенцев разделились на два народа — нефийцев и ламанийцев, которые зачастую воевали друг с другом.
Затем идут Слова Мормона. Этот небольшой раздел, как утверждается, написан в 385 году Мормоном и представляет собой краткое введение к книгам Мосии, Алмы и Геламана, а также к Третьей и Четвёртой книгам Нефия. Об этих последних говорится как о сокращённом переложении крупного свода писаний под названием «Большие листы Нефия», в котором подробно излагается история народа со времен Омния до эпохи Мормона. Третья книга Нефия имеет особое значение для Книги Мормона, поскольку в ней содержится рассказ о пришествии с неба Иисуса в Америку через некоторое время после своего воскресения и вознесения. Текст утверждает, что Иисус повторил американцам многое из своего учения, изложенного в евангелиях, а также основал просвещённое и мирное общество, которое просуществовало в течение нескольких поколений, но в конечном счёте вновь разбилось на враждующие группировки.
В Книге Мормона присутствует раздел, тоже названный Книгой Мормона. В нём рассказывается о событиях, относящихся ко времени жизни Мормона, который получил божественное указание сократить и перед смертью спрятать писания, чтобы сохранить их для потомков. Книга повествует о войнах, которые вёл Мормон, будучи полководцем нефийцев, а также о его работе по обработке писаний. После того, как он передал их своему сыну Моронию, Мормон был убит.
Далее, как гласит текст, Мороний сделал сокращённое переложение летописи иаредийцев, названную Книгой Ефера. В ней рассказывается о том, как во времена строительства Вавилонской башни некий народ, возглавляемый Иаредом и его братом, переселился в Америку. Существование этой цивилизации (намного более развитой, чем цивилизация нефийцев) отнесено примерно к 2500 году до н. э., и к тому моменту, как в Америку прибыл Легий, она давно исчезла.
Книга Морония рассказывает об окончательной гибели нефийцев и переходе выживших потомков Легия к идолопоклонству. В ней также содержатся важные аспекты вероучения. Завершается Книга Мормона обещанием Морония о том, что каждый может обратиться к Богу за свидетельством о подлинности этой книги.

### Доктринальные и философские учения

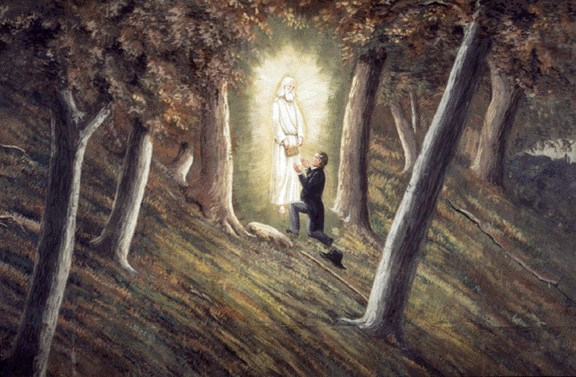
Ангел Мороний передаёт золотые листы Джозефу Смиту на холме Кумора

Книга Мормона содержит доктринальные и философские учения по широкому кругу вопросов от основных тем христианства и иудаизма до политических и идеологических положений. В среднем каждая 1,7 стиха упоминает Иисуса под более чем сотней наименований.

#### Иисус
Судя по титульному листу, назначение Книги Мормона состоит в «убеждении иудея и язычника в том, что Иисус есть Христос, Бог вечный, являющий Себя всем народам».
Книга рассказывает о том, что до земного рождения Иисус был духом «без плоти и крови», но с духовным «телом», которое выглядело подобно тому телу, которым обладал Иисус во время физической жизни. Иисус назван «Отцом и Сыном». О нём сказано, что он «Сам Бог, [который] сойдёт в среду детей человеческих и искупит Свой народ», что он является «Отцом и Сыном: Отцом — потому, что Он был зачат силой Божьей; а Сыном из-за плоти; таким образом, став Отцом и Сыном».

## Современный состав Книги Мормона
- Первая книга Нефия: это рассказ от первого лица от пророка по имени Нефий, который сообщает о событиях которые начались около 600 года до рождения Иисуса Христа и записаны на малых листах Нефия примерно 30 лет спустя. В её 22 главах рассказывается история о проблемах одной семьи и о чудесах, которые они наблюдают, когда они бегут из Иерусалима, борются за выживание в пустыне, строят корабль и отправляются в Америку. Книга состоит из двух смешавшихся жанров; один исторический рассказ, описывающий события и разговоры, которые произошли, а другой — запись видений, проповедей, поэзии и доктринальных дискурсов, разделяемых обоими Нефием или Легием и членами семьи.
- Вторая книга Нефия
- Книга Иакова
- Книга Еноса
- Книга Иарома
- Книга Омния
- Слова Мормона
- Книга Мосии
- Книга Алмы
- Книга Геламана
- Третья книга Нефия
- Четвёртая книга Нефия
- Книга Мормона
- Книга Ефера
- Книга Морония

## Вопрос исторической достоверности

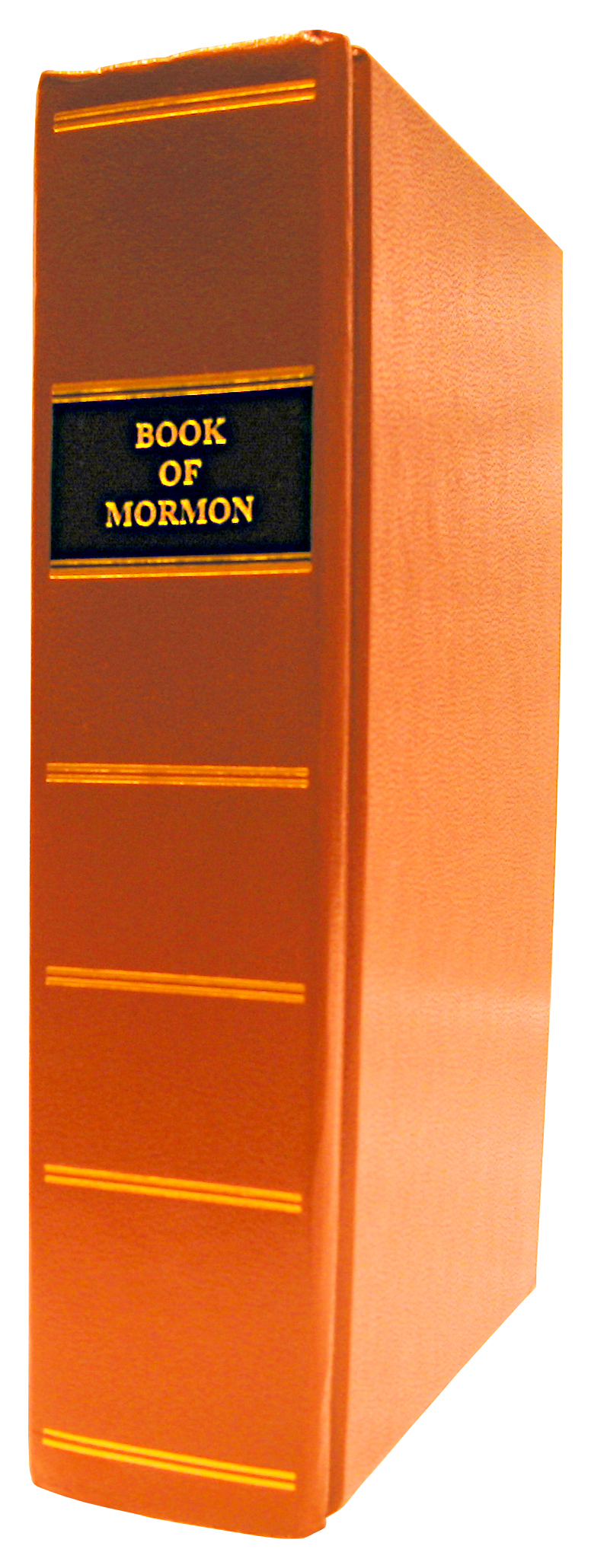
Репринт первого издания Книги Мормона, 1830

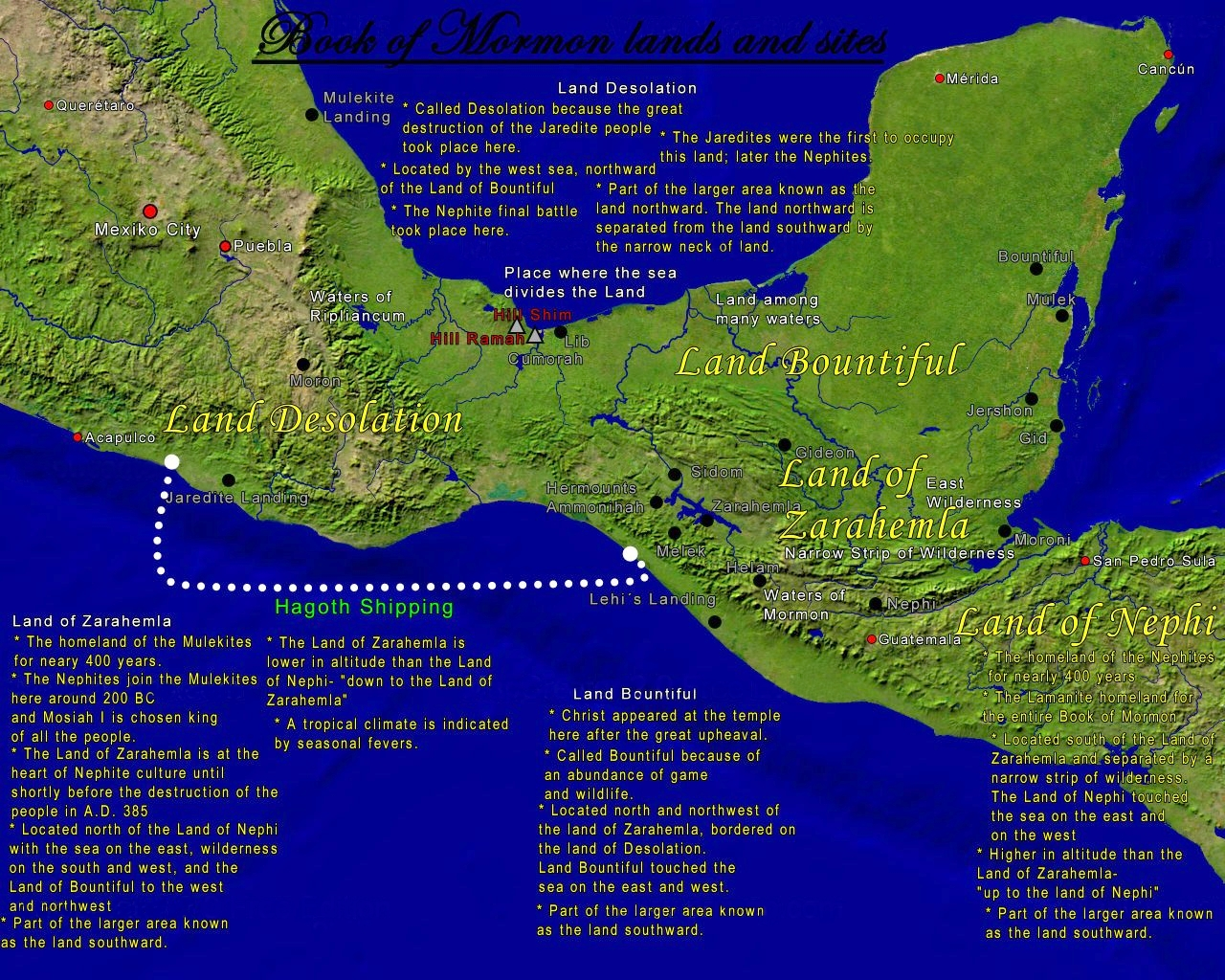
Археология и Книга Мормона

Книга Мормона не рассматривается как исторический источник в академических и научных кругах в силу отсутствия оригиналов, вещественных подтверждений или очевидного соответствия содержимого книги с географией Американского континента и историей и культурой его народов. Единственным свидетельством о её подлинности выступают «Свидетельство трёх свидетелей» и «Свидетельство восьми свидетелей», размещённые в начале Книги Мормона, а также рассказ самого Джозефа Смита о том, как он получил и перевёл листы с древними письменами. Для членов церкви достоверность Книги принимается через личное духовное откровение, а не посредством вещественных доказательств и исторического правдоподобия. Церковь Иисуса Христа Святых последних дней апеллирует к тексту Книги Морония 10:4, где сказано, что любой, кто, «прочтя» Книгу Мормона и «с сердцем подумав о ней», захочет удостовериться в её подлинности, может спросить об этом Бога-Отца во имя сына Его Иисуса Христа и получить ответ силой Духа Святого.
Активно опровергают историчность Книги Мормона группы, негативно относящиеся к этой Церкви и её теологии. Апологеты святых последних дней не остаются в стороне и полемизируют с работами подобного рода. Организация FARMS (Foundation for Ancient Research and Mormon Studies) — неформальное сообщество, установленное при церковном Университете Бригама Янга (BYU) с целью создания материалов, подтверждающих историчность Книги Мормона и Драгоценной жемчужины. Несмотря на критику в адрес своего учения, Церковь Иисуса Христа Святых последних дней продолжает твёрдо придерживаться мнения, что Книга Мормона есть слово Бога, и Святые последних дней верят в то, что Книга Мормона отражает реальные факты. Руководство Церкви обращается к профессиональным историкам и учёным из среды членов Церкви не публиковать материалов, противоречащих канонам Церкви, в силу превосходства духовного знания над вещественным. Историки, публикующие материалы, ставящие под сомнение достоверность основ церкви, безоговорочно отлучаются от церкви.
Критики Книги Мормона выступали с предположением, что истинными авторами книги являлись Соломон Сполдинг (американский проповедник начала XIX века), Оливер Каудери и Сидней Ригдон (одни из первых лидеров мормонского движения, позднее от него отлучённые) и, что наиболее вероятно, сам Джозеф Смит.